# Vlag van Hoek van Holland
De vlag van de Zuid-Hollandse plaats Hoek van Holland werd op 19 oktober 1982 goedgekeurd. Het betreft een vlag met de volgende opbouw:
Vijf banen van groen, geel, wit, geel en groen met een hoogteverhouding van 1:1:2:1:1, met op het midden van de witte baan een acht-spaaks stuurwiel van zwart.
Het ontwerp is van Anton Jansen. De witte baan vertegenwoordigt de Noordzee en Nieuwe Waterweg. Geel en groen symboliseren duinen en strand en het weide-platteland erachter. Het acht-spaaks zwarte stuurwiel geeft de relatie met de zee en de scheepvaart aan. De kleuren zijn afgeleid van het dorpswapen.

## Verwante afbeeldingen

Wapen van Hoek van Holland
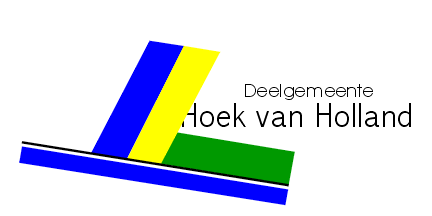
Voormalige vlag van het deelgemeente Hoek van Holland

Dubbeldam
· Gouderak
· Heerjansdam
· Herkingen
· Hoek van Holland
· Kaag
· Katwijk
· Kijkduin
· Klaaswaal
· Lekkerkerk
· Lisse
· Maasdam
· Maasland
· Middelharnis
· Nieuwe-Tonge
· Noordeloos
· Ooltgensplaat
· Ouddorp
· Rijnsburg
· Rockanje
· Scheveningen
· Stad aan 't Haringvliet
· Stellendam
· Tiengemeten
· Valkenburg
· Wieldrecht